# Фудбалски савез Републике Српске
Фудбалски савез Републике Српске (ФСРС) је савез који руководи организацијом фудбалских такмичења у Републици Српској. Чини један од два конститутивна елемента Фудбалског савеза БиХ, а састоји се од седам подручних фудбалских савеза. Има својство правног лица, а по карактеру организације је независно и самостално спортско Удружење. Највиши правни акт савеза је Статут ФСРС.

## Циљеви ФСРС су сљедећи
- да непрестано унапређује све врсте фудбала и да га уређује и контролише на цијелој територији Републике Српске
- да одржава контакте и да сарађује са ФС БиХ, а путем ФС БиХ са ФИФА и УЕФА
- да контролише или надзире пријатељске фудбалске утакмице свих облика, које се играју на територији ФС РС
- ораганизација и руковођење свим репрезентативним селекцијама Републике Српске ...

(Статут Фудбалског савеза Републике Српске)

## Чланови ФСРС (7 асоцијација)
1. ПФС Приједор
2. ПФС Бања Лука
3. ПФС Градишка
4. ПФС Добој
5. ПФС Бијељина
6. ПФС Источно Сарајево
7. ПФС Требиње

(Статут Фудбалског савеза Републике Српске)

## Мјесто ФСРС у оквиру Фудбалског савеза БиХ
Принцип учешћа ФСРС и његових представника у ФСБиХ и његовим органима је готово истовјетан са оним односима на нивоу 	БиХ, заснованим Дејтонским споразумом између — БиХ, Републике Српске и Федерације БиХ.
Фудбалски савез РС је једна од двије асоцијације које су образовале ФСБиХ. Друга је НС ФБиХ. 
1. Скупштина ФСБиХ

Од 60 чланова Скупштине ФСБиХ, 20 делегата представљају ФС РС. Одлуке о најважнијим питањима се доносе 3/4 већином.
1. Извршни одбор ФСБиХ

Састоји се од 15 чланова. 5 чланова је из ФСРС, укључујући предсједника ФС РС. Предсједник и први потпредсједник ИО ФСБиХ су из различитих енититетских савеза. Одлуке се доносе са више од 2/3 чланова.
Подјела по ентитетским савезима осталих функција.
(Статут ФС Босне и Херцеговине)

## Историја Фудбалског савеза Републике Српске
Оснивачка скупштина Фудбалског савеза Српске Републике одржана је 5. септембра 1992. године. За првог предсједника ФС Српске Републике изабран је Бранко Лазаревић из Бијељине.
У тешким ратним и поратним условима радило се на омасовљавању фудбалске игре на свим нивоима, од најмађих категорија до сениора. А организован је и женски фудбал те футсал лига и Куп РС. А потом и репрезентација РС, сениорска и млађе категорије.
Прво такмичење под покровитељством ФС Републике Српске било је Куп Републике Српске, почев од сезоне 1993/94. А утакмица финала Купа Републике Српске сезона 1995/96. између Борца из Бањалуке и Рудара из Приједора, која је окупила 8 000 гледалаца у Приједору и преко 23 000 у реванш утакмици у Бањалуци. То је био знак да је ФСРС на добром путу. Основана је затим и Прва лига Републике Српске, више нижих лига, и судијска организација.
Упоредо са развојем фудбалске инфраструктуре на подручју Републике Српске, настојало се обезбиједити услове за излазак најбољих екипа Републике Српске и на међународна такмичење.
Фудбалски савез Републике Српске и Ногометни савез Федерације Босне и Херцеговине су 23. маја 2002. године основали заједнички кровни Фудбалски савез Босне и Херцеговине у пуном капацитеу, чији су конститутивни елементи постали ФС РС и НС ФБиХ. Основана је заједничка Премијер лига која је стартовала 4. августа 2002. године.
Друге и ниже лиге воде ентитетски савези, и играју је сваки на својој територији.
Руковођење заједничким Савезом организовно је као и код осталих тијела у држави и ентитески савези као конститутивни елементи имају право вета кроз органе. Председништво од три члана (3 конститутивна народа) који се на месту једног председника и два потпредседника ротирају сваких 16 месеци.
Председник Савеза је Вицо Зељковић изабран  2020. уместо Миле Ковачевића који је смијењен.. Сједиште Савеза налазе се у Бањалуци.

## Прво послијератно финале Купа Републике Српске
- (1. меч финала) Рудар Приједор — Борац Бања Лука 2:2, гледалаца 8 000
- (2. меч финала) Борац Бања Лука — Рудар Приједор 3:2, гледалаца око 23 000

Реванш утакмица била је првобитно одложена због магле на Градском стадиону у Бањојлуци иако је на стадиону било присутно око 10.000 гледалаца. У поновљеној реванш утакмици, окупило се око 23 000 гледалаца.
- - Утакмице између бањалучког Борца и приједорског Рудара одраз су великог ривалитета и представљају највећи фудбалски дерби Републике Српске. Утакмица се још назива и „Крајишки дерби”

(Спортска ревија Републике Српске, часопис „Свијет спорта”)

## Стадион Репрезетације Републике Српске
- Градски стадион у Бањој Луци

## Најуспјешнији и највећи фудбалски клубови Републике Српске
- Борац, Бањалука
- Рудар Приједор, Приједор
- Славија, Источно Сарајево
- Леотар, Требиње
- Радник Бијељина, Бијељина
- Модрича Максима, Модрича
- Козара, Градишка

## Успјеси фудбалских клубова из РС од уједињења фудбала БиХ 2002/03.
- Првенство БиХ у фудбалу
  - Побједник (5): 2002/03. ФК Леотар Требиње, 2007/08. ФК Модрича Максима, 2010/11., 2020/21., 2023/24. ФК Борац Бањалука
- Куп Босне и Херцеговине
  - Побједник (4): 2003/04. ФК Модрича Максима, 2008/09. ФК Славија Источно Сарајево, 2009/10. ФК Борац Бања Лука, 2015/16. ФК Радник Бијељина
  - Финалиста (5): 2002/03. ФК Леотар Требиње, 2003/04., 2020/21.,2023/24. ФК Борац Бањалука, 2006/07. ФК Славија Источно Сарајево

## Клубови из РС у европским такмичењима
До сезоне 2024/25. клубови из РС одиграли су укупно 68 европских утакмица. Предњачи бањалучки Борац са 42.
- ФК Борац Бања Лука

| Сезона   | Такмичење            | Коло          | Клуб               | Дом.          | Гост          | Укупно                |
| -------- | -------------------- | ------------- | ------------------ | ------------- | ------------- | --------------------- |
| 1975/76. | Куп победника купова | 1. коло       | Румеланж           | 9–0           | 5–1           | 14–1                  |
| 1975/76. | Куп победника купова | 2. коло       | Андерлехт          | 1–0           | 0–3           | 1–3                   |
| 1988/89. | Куп победника купова | 1. коло       | Металист Харков    | 2–0           | 0–4           | 2–4                   |
| 1991/92. | Митропа куп          | полуфинале    | Фођа               | 2–2 (4–2 пен) | 2–2 (4–2 пен) | 2–2 (4–2 пен)         |
| 1991/92. | Митропа куп          | финале        | ВШК Зулго          | 1–1 (5–3 пен) | 1–1 (5–3 пен) | 1–1 (5–3 пен)         |
| 2010/11. | Лига Европе          | 2. коло кв.   | Лозана             | 1–1           | 0–1           | 1–2                   |
| 2011/12. | Лига шампиона        | 2. коло кв.   | Макаби Хаифа       | 3–2           | 1–5           | 4–7                   |
| 2012/13. | Лига Европе          | 1. коло кв.   | Челик              | 2–2           | 1–1           | 3–3 (пгг)             |
| 2020/21. | Лига Европе          | 1. коло кв.   | Сутјеска           | 1–0           | —             | 1–0                   |
| 2020/21. | Лига Европе          | 2. коло кв.   | Рио Аве            | 0–2           | —             | 0–2                   |
| 2021/22. | Лига шампиона        | 1. коло кв.   | ЧФР Клуж           | 2–1           | 1–3           | 3–4                   |
| 2021/22. | Лига конференције    | 2. коло кв.   | Линфилд            | 0–0           | 0–4           | 0–4                   |
| 2022/23. | Лига конференције    | 1. коло кв.   | Б36 Торсхавн       | 2–0           | 1–3           | 3–3 (3–4 пен)         |
| 2023/24. | Лига конференције    | 2. коло кв.   | Аустрија Беч       | 0–1           | 1–2           | 1–3                   |
| 2024/25. | Лига шампиона        | 1. коло кв.   | Егнатија           | 1–0           | 1–2           | 2–2 (4–1 пен)         |
| 2024/25. | Лига шампиона        | 2. коло кв.   | ПАОК               | 0–1           | 2–3           | 2–4                   |
| 2024/25. | Лига Европе          | 3. коло кв.   | КИ Клаксвик        | 3–1           | 1–2           | 4–3                   |
| 2024/25. | Лига Европе          | плеј-оф       | Ференцварош        | 1–1           | 0–0           | 1–1 (2–3 пен)         |
| 2024/25. | Лига конференције    | лигашки део   | Панатинаикос       | 1–1           | —             | 20 од укупно 36 места |
| 2024/25. | Лига конференције    | лигашки део   | АПОЕЛ              | —             | 1–0           | 20 од укупно 36 места |
| 2024/25. | Лига конференције    | лигашки део   | Викингур Рејкјавик | —             | 0–2           | 20 од укупно 36 места |
| 2024/25. | Лига конференције    | лигашки део   | ЛАСК               | 2–1           | —             | 20 од укупно 36 места |
| 2024/25. | Лига конференције    | лигашки део   | Шамрок роверси     | —             | 0–3           | 20 од укупно 36 места |
| 2024/25. | Лига конференције    | лигашки део   | Омонија            | 0–0           | —             | 20 од укупно 36 места |
| 2024/25. | Лига конференције    | плеј-оф       | Олимпија Љубљана   | 1–0           | 0–0           | 1–0                   |
| 2024/25. | Лига конференције    | осмина финала | Рапид Беч          | 1–1           | 1–2 (пр)      | 2–3                   |

- ФК Леотар Требиње

| Сезона  | Такмичење     | Коло       | Држава     | Клуб               | Резултат |
| ------- | ------------- | ---------- | ---------- | ------------------ | -------- |
| 2003/04 | Лига шампиона | 1 коло кв. | Луксембург | CS Grevenmacher    | 0-0, 2-0 |
|         |               | 2 коло кв. | Чешка      | Славија Праг, Праг | 1-2, 0-2 |

- ФК Модрича Максима

| Сезона  | Такмичење        | Коло        | Држава   | Клуб                       | Резултат |
| ------- | ---------------- | ----------- | -------- | -------------------------- | -------- |
| 2004/05 | УЕФА лига Европе | 1 коло кв.  | Андора   | Санта Колома, Санта Колома | 1-0, 3-0 |
|         |                  | 2 коло кв.  | Бугарска | Левски Софија              | 0-5, 0-3 |
| 2008/09 | Лига шампиона    | 1 коло кв.  | Албанија | Динамо, Тирана             | 2-0, 2-1 |
|         |                  | 2. коло кв. | Данска   | Алборг                     | 1-2, 0-5 |

- Славија Источно Сарајево

| Сезона   | Такмичење        | Коло       | Држава   | Клуб                               | Резултат  |
| -------- | ---------------- | ---------- | -------- | ---------------------------------- | --------- |
| 1940     | Митропа куп      | 1/4        | Мађарска | Ференцварош, Будимпешта            | 3-0, 1-11 |
| 2007.    | Интертото куп    | 1 коло     | Андора   | Сант Ђулија, Сант Ђулија де Лорија | 3-2, 3-2  |
|          |                  | 2 коло     | Румунија | Оцелул Галац, Галац                | 0-0, 0-3  |
| 2009/10. | УЕФА Лига Европе | 2 коло кв. | Данска   | Алборг, Алборг                     | 0-0, 3-1  |
|          |                  | 3 коло кв. | Словачка | Кошице, Кошице                     | 0-2, 1-3  |

- ФК Радник Бијељина

| Сезона   | Такмичење        | Коло        | Држава   | Клуб           | Дом. | Гост      | Укупно    | Укупно |
| -------- | ---------------- | ----------- | -------- | -------------- | ---- | --------- | --------- | ------ |
| 2016/17. | УЕФА Лига Европе | 1. коло кв. | Бугарска | ФК Берое       | 0:2  | 0:0       | 0:2       |        |
| 2019/20. | УЕФА Лига Европе | 1. коло кв. | Словачка | Спартак Трнава | 2:0  | 0:2 (2:3) | 2:2 (2:3) |        |

## О фудбалском савезу РС
- Досадашњи предсједници: Бранко Лазаревић из Бијељине, Милан Јелић из Модриче, Миле Ковачевић из Градишке.
- Адидас спонзор

Фудбалски савез Републике Српске, према ријечима предсједника Савеза, ускоро очекује потписивање спонзорског уговора са њемачком компанијом адидас.
- Селектор репрезентације РС[5]

Жељко Бувач, помоћник Јиргину Клопу у Борусији из Дортмунда
- Клубови

У ФСРС тренутно је 334 клуба од чега 313 "великог" фудбала, са преко 25 000 регистрованих фудбалера.

## Лигашка такмичења под покровитељством Фудбалског савеза РС
Фудбалска лигашка такмичења на нивоу Републике Српске организована су на сљедећи начин:
Мушкарци
- Куп Републике Српске у фудбалу (334 клуба)
- Прва лига Републике Српске у фудбалу (16 клубова)
- Друга лига Републике Српске у фудбалу (30 клубова у двије групе (исток/запад),)
- Регионална лига Републике Српске у фудбалу (Регионална лига запад — 14 клубова, центар и исток по 16., а југ 4 клубова)
- Подручна лига Републике Српске у фудбалу
- Петa лигa Републике Српске у фудбалу
- Шеста лига Републике Српске у фудбалу
- Лига малог фудбала Републике Српске
- Куп малог фудбала Републике Српске

Жене
- Прва лига Републике Српске у фудбалу за жене

#### Друге лиге (други ниво такмичења)
- Друга лига Републике Српске у фудбалу
- Друга лига Републике Српске Запад
- Друга лига Републике Српске Исток

#### Регионалне лиге (трећи ниво такмичења)
- Регионална лига Републике Српске у фудбалу
- Регионална лига Републике Српске Запад
- Регионална лига Републике Српске Центар
- Регионална лига Републике Српске Исток
- Регионална лига Републике Српске Југ

#### Четврте лиге (четврти ниво такмичења)
- Четврта лига Републике Српске у фудбалу

Лига се састоји од 8 Подручних лига:
- Подручна лига Републике Српске у фудбалу Приједор
- Подручна лига Републике Српске у фудбалу Градишка
- Подручна лига Републике Српске у фудбалу Бања Лука
- Подручна лига Републике Српске у фудбалу Добој-Брод
- Подручна лига Републике Српске у фудбалу Шамац-Модрича
- Подручна лига Републике Српске у фудбалу Бијељина- Посавина
- Подручна лига Републике Српске у фудбалу Бијељина- Семберија
- Подручна лига Републике Српске у фудбалу Бијељина- Бирач

#### Пета лига Републике Српске у фудбалу (пети ниво такмичења)
- Пета лига Републике Српске у фудбалу

Ову лигу тренутно чини  4 Општинсke лигe. Неке од група су подијељена на двије подгрупе.
- Пета лига Републике Српске у фудбалу — Oпштинска лига Градишка
- Пета лига Републике Српске у фудбалу — Лакташи-Србац-Прњавор
- Пета лига Републике Српске у фудбалу — Општинска лига Брчко
- Пета лига Републике Српске у фудбалу — Прва општинска лига Бијељина (подијељена на групу Исток и Запад)

#### Шеста лига Републике Српске у фудбалу (шести ниво такмичења)
- Шеста лига Републике Српске у фудбалу

У Шестој лиги Републике Српске у фудбалу тренутно постоји само једна лига.. 
- Шеста лига Републике Српске у фудбалу —  Друга општинска лига Бијељина

Подручни фудбалски савези, организују и воде такмичења подручних фудбалских лига, а у оквиру њих формирани су општински — градски фудбалски савези, који организују и воде такмичења општинских и међуопштинских фудбалских лига. (Статут ФС РС)